# アストリッド (ノルウェー王女)
アストリッド（ノルウェー語: Astrid Maud Ingeborg Ferner, prinsesse av Norge, 1932年2月12日 - ）は、ノルウェー王女。当時王太子だったノルウェー王オーラヴ5世と王太子妃マッタ・アヴ・スヴェーリエの次女としてオスロで誕生。姉はノルウェー王女ラグンヒル、弟はノルウェー王ハーラル5世。

## 略歴
アストリッドは北欧の伝統的な名前であり、ノルウェーの古代の王族にも多い名前である。セカンドネームは父方の祖母モード・オブ・ウェールズから、サードネームは母方の祖母インゲボー・ア・ダンマークに因む。王女の誕生を記念し、南極のドロンニング・モード・ランドの北側の海岸の一部がプリンセス・アストリッド・コーストと命名された。
1940年、ドイツ軍がノルウェーに侵攻すると、母・マッタらとスウェーデンへ亡命したが母子を受け入れることでドイツの侵攻を受けると恐れる中立国スウェーデンでは歓迎されたとは言えず、親独派らの圧力に身の危険を感じた母・マッタと共にアメリカ大統領夫妻の招きに応じて、フィンランドからアメリカ海軍の軍艦でアメリカへ向かった。アメリカではホワイトハウスなどに住んだ。アメリカでは母や姉、弟と共にラジオなどに頻繁に出演し、ノルウェーへの支援を求めた。
1950年、ノルウェーでの中等教育を修了。イギリスのオックスフォード大学に留学し、政治史、政治思想と経済を学ぶ。ノルウェー王女として初めての高等教育進学者であり、選んだ分野も当時の王族女性の選択としては珍しいものだったが、これは本人の意思ではなく父によるものだった。しかし母の体調悪化により、留学は2年で中断された。1954年、母マッタが亡くなると、王太子妃代理を務めることとなった。そして1957年に祖父ホーコン7世が亡くなり、父が即位すると王妃の代理役を務めることとなった。
私生活では1956年にデパート経営者のヨハン・マルティン・フェルネル（1927年 - 2015年）と出会い、恋に落ちた。しかし、フェルネルは平民であり、1956年に離婚したばかりであったので結婚への道のりは困難だった。
1960年、フェルネルとの婚約を発表すると、離婚歴の有る平民との婚約は激しい反対に遭った。現在でも『ノルウェー王室最大の苦難』と語り継がれるほどである。1961年1月12日にオスロ近郊の王室所縁の地アスケーの教会で結婚式を行ったが、オスロ大司教が司式を行うことを拒絶したため、父がトロンハイムのニーダロス大聖堂の大司教に司式を行うことを依頼しなければならず、また多くの国会議員も参列を拒否、そして結婚により多くの特権も返上させられた。しかし、政府関係者はこのような対応をしたにもかかわらず、引き続き王妃代理役としての役割は要求し続けた。1968年、弟ハーラルが結婚したことにより、ついにその役割を返上したが、積極的に王室の公務を続けている。
2011年1月12日、金婚式の祝賀が行われた。50年前とは異なり、暖かい雰囲気の中多くの国民に祝福された。

## 人物
- 陶芸や手芸を専門的に学んでいる[2]。

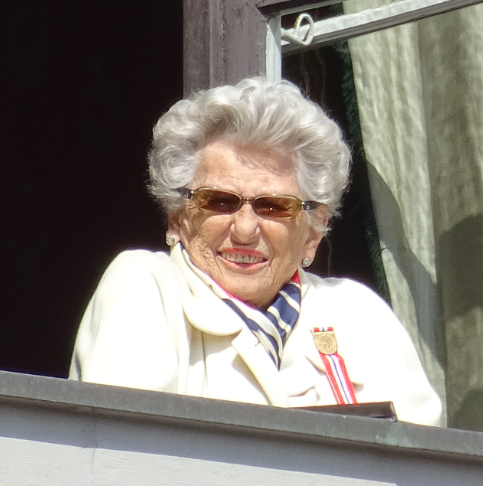
2018年

- 1958年から1959年にかけて父とノルウェー縦断航海に出た際にリウマチ熱に侵され、2002年に完治するまで長年後遺症に苦しめられていた[3]。

## 子女
- カテリーネ（1962年 - ）
- ベネディクテ（1963年 - ）
- アレクサンデル（1965年 - ）
- エリザベット（1969年 - ）
- カール＝クリスチャン（1972年 - ）